# 耶律延寧
耶律延宁（947年—985年），又作咸宁、延𩕳、隈洼，辽朝官员，辽太祖庶子耶律牙里果的曾孙，耶律肯午不之孙，耶律萨割次子。
他的父祖有忠勇之名，辽景宗任命他为近侍，保宁八年（976年），以太仆卿出使北宋，带着御衣、玉带、名马、散马、白鹘，去恭贺长春节。回国后，授为保义功臣、崇禄大夫、检校太保、行左金吾卫大将军兼御史大夫、上柱国、漆水县开国子、食邑五百户。辽景宗驾崩时，他想要跟随同死。辽圣宗于是加授保义奉节功臣、羽厥里节度使，特进、检校太尉、同政事门下平章事、上柱国、漆水县开国伯、食邑七百户。威震极北之境，统和三年（985年）十二月，因为疮疾在羽厥里任所去世，享年三十九岁。统和四年（986年）十一月，在柳城白崖山安葬。

## 家庭
- 妻子：频毕令公的大女儿，封乙失娩
  - 儿子：耶律和哥、耶律寺奴、耶律赛保、耶律捏骨里
  - 女儿：耶律喜哥、耶律演你己